# Karl-Heinz Stiegemann
Karl-Heinz Stiegemann (* 1. November 1958 in Düsseldorf) ist Gründer und Vorstandsvorsitzender des IFM Institut für den Mittelstand.

## Werdegang
Stiegemann besuchte das Lessing-Gymnasium in Düsseldorf, das er 1977 mit dem Abitur verließ. Es folgten drei Jahre Studium der Rechtswissenschaft und Volkswirtschaft an der Universität in Köln. 1980 trat er bei der Commerzbank AG ein und absolvierte nach seinem Abschluss zum Bankkaufmann eine dreijährige Traineeausbildung. Seine berufliche Laufbahn begann er 1985 als Filialleiter in Düsseldorf. 1989 bis 2002 arbeitete er als Regionalleiter für das Kreditgeschäft mit Firmenkunden. 2002 wechselte Stiegemann zur Stadtsparkasse Düsseldorf, zuständig für das Kreditgeschäft mit Firmenkunden. Im Jahr 2003 erhielt er von der Bankenaufsicht die Vollbanklizenz nach § 32 KWG zum Betreiben eines Kreditinstituts und wurde für die Stadtsparkasse Düsseldorf zuerst zum Verhinderungsvertreter und 2006 zum Vorstand der Stadtsparkasse Düsseldorf, zuständig für das Firmenkundengeschäft, gewerbliche Immobilienfinanzierungen und der Tochtergesellschaft Equity Partners GmbH, bestellt. Die Gesellschaft verantwortete das Private-Equity-Geschäft der Stadtsparkasse. 2008 wurde Stiegemann von der Stadtsparkasse Düsseldorf wegen der Kreditvergabe an die inzwischen insolvente Firma Maxfield, deren Gesellschafter Franjo Pooth war, fristlos entlassen. Die darauf folgenden Prozesse führten in 2011 zu einer Schadenersatzzahlung in Höhe von EUR 454.236,53.
Mit der Initiative Mittelstand im Mittelpunkt stellte Stiegemann die Bedeutung der mittelständischen Wirtschaft in einer Wirtschaftsregion besonders heraus. Er schuf den Mittelstandspreis der Stadtsparkasse Düsseldorf, der jährlich an besonders herausragende, innovative mittelständische Unternehmer vergeben wird.
Gemeinsam mit der NRW Bank, damals vertreten durch den ehemaligen Vorstandsvorsitzenden der KFW, Ulrich Schröder, legte Stiegemann für die Wirtschaftsregion Düsseldorf einen Seed-Fonds zur Unterstützung von Unternehmensgründungen auf.
In seinem Buchbeitrag „Sparkassen – Mittelstandspartner vor Ort“ in dem vom Deutschen Sparkassenverlag herausgegebenen Buch „Mittelstand hat Zukunft“ beschreibt Stiegemann die besondere kreditwirtschaftliche Bedeutung der Sparkassen zur Finanzierung mittelständischer Unternehmen.

## Pooth-Affäre
Im Zuge der sogenannten „Pooth-Affäre“ geriet Stiegemann 2008 in Verbindung mit einer Kreditvergabe über neun Millionen Euro an Franjo Pooth, Ehemann von Verona Pooth, in die Schlagzeilen. Dessen Unternehmen geriet in eine wirtschaftliche Schieflage und musste 2009 Insolvenz anmelden. Stiegemann wurde zu einer Zahlung von 454.000 Euro an die Stadtsparkasse verurteilt, weil er seiner Sorgfaltspflicht als Sparkassen-Vorstand nicht nachgekommen war. 2011 einigten sich seine Anwälte mit dem Landgericht Düsseldorf auf eine Strafe von elf Monaten wegen Untreue, die zur Bewährung ausgesetzt wurde.

## IFM Institut für den Mittelstand
2009 gründete Stiegemann mit Unterstützung zahlreicher mittelständischer Unternehmer das IFM Institut für den Mittelstand, ein Netzwerk europäischer Beratungsunternehmen in den Bereichen Finanzierung, EU-Förderungen, IT-Sicherheit, Beratung von Familienunternehmen, Rechts- und Wirtschaftsberatung, M & A, Private Equity, Website-Design und Personalberatung. Dabei arbeiten die Experten des IFM inzwischen in 16 europäischen Ländern (Stand 2017) mit Hochschulen, Wirtschaftsvereinigungen, der Verwaltung und den Kammern der jeweiligen Länder zusammen.

## Ehrenämter
- Industrie- und Handelskammer (IHK) Düsseldorf[6]
- Heinrich-Heine-Universität Düsseldorf
- Digitale Stadt Düsseldorf[7]
- Verkehrswacht Düsseldorf[8]
- Gerresheimer Krankenhaus (heute SANA Kliniken)[9]
- Schule für Musik, Tanz und Theater Iris Graf, Erkrath
- Marketing Club Düsseldorf
- Destination Düsseldorf

## Privates
Stiegemann ist verheiratet und hat vier Kinder.